# Phradis morionellus
Phradis morionellus är en stekelart som först beskrevs av Holmgren 1860.  Phradis morionellus ingår i släktet Phradis och familjen brokparasitsteklar. Arten är reproducerande i Sverige. Inga underarter finns listade i Catalogue of Life.